# 청춘좌
청춘좌(靑春座)는 일제강점기의 연극 극단이다.

## 개요
동양극장의 전속 극단으로서 최독견이 운영을 전담하여 창립된 극단이다. 대중성과 상업성을 강조한 극단으로 동양극장의 인기 작가와 배우들이 대거 참여했다.
작가로는 이운방, 이서구, 연출진으로는 홍해성, 박진이 참가했고, 배우로는 박제행, 서월영, 심영, 황철, 김선초, 차홍녀, 지경순, 김선영 등이 가담했다. 이 가운데 황철은 청춘좌를 통해 조선 최고의 인기 배우가 되었으며, 무명이던 차홍녀도 박진의 지도로 청춘좌에서 성장했다.
청춘좌는 임선규의 《사랑에 속고 돈에 울고》, 이서구의 《어머니의 힘》과 같은 신파극을 호화선과 번갈아 순회 공연하면서 많은 인기를 누렸다. 전속 배우들에게 월급제를 실시한 것은 청춘좌가 효시인 것으로 알려졌다. 이로 인해 직업 배우라는 개념이 최초로 생겨났다.
1939년에 동양극장 경영권이 최독견에게 넘어가면서 인기 배우들이 대거 탈퇴 하여 차츰 쇠퇴하였다. 이후 1940년에 조선연극협회에 가입하였고, 태평양 전쟁 기간 동안에는 관제 연극인 국민연극을 공연하기도 했다.

## 주요 작품
- 1935년 : 《승방비곡》 (최독견) - 창립공연작
- 1938년 : 《사랑에 속고 돈에 울고》 (임선규)
- 1942년 : 《춘향전》 (김건)
- 1942년 : 《산풍》 (송영) - 제1회 국민극 경연대회 출품작
- 1943년 : 《꽃피는 나무》 (임선규) - 제2회 국민극 경연대회 출품작
- 1945년 : 《신사임당》 (송영) - 제3회 국민극 경연대회 출품작

## 같이 보기
- 동양극장

## 참고자료
- 친일인명사전편찬위원회 (2004년 12월 27일). 《일제협력단체사전 - 국내 중앙편》. 서울: 민족문제연구소. 671~673쪽쪽. ISBN 8995330724.